# Skallatjärnen
Skallatjärnen är en sjö i Borås kommun i Västergötland och ingår i Viskans huvudavrinningsområde. Sjön är 4 meter djup, har en yta på 0,004 kvadratkilometer och befinner sig 136 meter över havet.